# احمد القرینی
احمد القرینی (عربی: أحمد ناصر عبدالله القريني؛ زادهٔ ۱۴ فوریهٔ ۱۹۹۱) بازیکن فوتبال اهل عمان است.
از باشگاه‌هایی که در آن بازی کرده‌است می‌توان به باشگاه السویق اشاره کرد.
وی همچنین در تیم ملی فوتبال عمان بازی کرده‌است.